# Буйный бродяга
Буйный бродяга — російський ілюстрований альманах комуністичної фантастики. Виходив в електронному вигляді в 2013—2019 роках. Наразі нових номерів редакція не випускає, статус видання неясний.
Автор ідеї альманаху і фактичний його засновник — Велимир Долоєв, головний редактор — Ія Корецька.

## Назва та концепція
Альманах названий на честь підпільної газети (англ. Runagate Rampant) з циклу романів британського лівого фантаста Чайни М'євіля «Нью-Кробюзон».
Видається групою мережевих ентузіастів. Поширюється на безоплатній основі, оскільки автори та редакція є противниками авторського права.
Альманах видає оригінальні прозові та поетичні авторські твори, критичні огляди сучасної фантастики, а також ексклюзивні переклади колективу редакції спеціально для даного видання.

## Номери
| № | Період оприлюднення |
| - | ------------------- |
| 1 | осінь 2013          |
| 2 | зима 2014           |
| 3 | літо 2014           |
| 4 | зима 2016           |
| 5 | осінь 2016          |
| 6 | зима 2017—2018      |
| 7 | зима 2019           |

Крім того, восени 2015 року було випущено спецвипуск, в якому публікувались оповідання, що перемогли в конкурсі комуністичної фантастики «Світле завтра-2015».
Влітку 2017 року було випущено першу і поки єдину друковану збірку шести авторів видання «Хроніки Світової Комуни».

## Досягнення
Шостий номер альманаху номінувався на премію Єврокон-2018 («Найкращий фензін»).

## Критика
Поряд із цікавими, новаторськими ідеями у виданні присутні певні недоліки. Так, на думку критика лівої фантастики Миколи Гриценка, «Буйный бродяга» не сформував власної ідеологічної позиції, йдучи шляхом згладжування ідейних протиріч у різних авторів й подаючи аморфний загальнолівий дискурс. Альманах відзначився неоднозначною оцінкою Революції Гідності, публікував твори Яни Завацької, внесеної в базу «Миротворець».